# Portering (telefoni)
Portering innebär flytt av telefonnummer från en leverantör till en annan. Porteringar i Sverige är kontrollerade av Post- och telestyrelsen. 
För att göra en portering kontaktar man den leverantör man vill bli kund hos och gör en beställning hos dem och ger dem en fullmakt att ta över tjänsten från den tidigare leverantören. Övertagandet skall då ske utan avbrott för kunden.